# RNDM
RNDM es una banda estadounidense de Rock alternativo formada en 2012. Sus integrantes son el bajista de Pearl Jam Jeff Ament, el cantante y compositor Arthur Joseph y el baterista Richard Stuverud. 
El 30 de octubre de 2012 lanzaron su primer álbum Acts.